# Cecilio Acosta (Guaicaipuro)
Pour les articles homonymes, voir Acosta.
Cecilio Acosta est l'une des sept paroisses civiles de la municipalité de Guaicaipuro dans l'État de Miranda au Venezuela. Sa capitale est San Diego (ou « San Diego de los Altos »). En 2011, sa population s'élève à 19 350 habitants.

## Géographie

### Démographie
Hormis sa capitale San Diego, la paroisse civile possède plusieurs localités :
- Agua Fría
- Cortada de Maturín
- El Cerro
- El Peñón
- La Cañada
- La Media Agua
- Los Ocumitos
- San Diego (ou « San Diego de los Altos »)
- San José de los Altos